# Et spørgsmål om tillid
|  | Denne artikel er oprettet af botten Steenthbot ud fra en ekstern database. Den kan derfor have sproglige fejl eller mangler. Denne skabelon kan fjernes efter kontrol af indholdet. |

Et spørgsmål om tillid er en dansk dokumentarfilm fra 1963 instrueret af Erik Frohn Nielsen efter eget manuskript.

## Handling
Filmen forsøger at give et alment indtryk af arbejdet på de forskellige tjenesteområder inden for flyvevåbnet og understreger specielt betydningen af pinlig nøjagtighed ved vedligeholdelsen og betjeningen af fintfølende materiel.